# Network 10
Network 10 er en australsk kommerciel tv-station, der blev lanceret den 1. august 1964. Det ejes af Ten Network Holdings, et datterselskab af ViacomCBS.
Fra og med 2020 er Network 10 det fjerde vurderede tv-netværk og primære kanal i Australien bag Nine Network, Seven Network og ABC TV, men foran SBS.